# Caloctenus
Genre
Caloctenus est un genre d'araignées aranéomorphes de la famille des Ctenidae.

## Distribution
Les espèces de ce genre se rencontrent en Amérique du Sud. Caloctenus abyssinicus d'Éthiopie n'appartient pas à ce genre mais n'a pas encore été déplacée.

## Liste des espèces
Selon World Spider Catalog (version 17.0, 24/05/2016) :
- Caloctenus abyssinicus Strand, 1917
- Caloctenus aculeatus Keyserling, 1877
- Caloctenus albertoi Hazzi & Silva, 2012
- Caloctenus carbonera Silva, 2004
- Caloctenus gracilitarsis Simon, 1897
- Caloctenus oxapampa Silva, 2004

## Publication originale
- Keyserling, 1877 : Ueber amerikanische Spinnenarten der Unterordnung Citigradae. Verhandlungen der kaiserlich-königlichen zoologisch-botanischen Gesellschaft in Wien, vol. 26, p. 609-708 (texte intégral).